# Бєльці-Лядовени (аеропорт)
Міжнародний аеропорт «Бєльці-Лядовени» (IATA: BZY, ICAO: LUBL) — один з двох аеропортів Бєльці — міста на півночі Молдови, що обслуговує Бєльці і північ Молдови. «Бєльці-Лядовени» знаходиться в 15 км від центру міста (9 км від міської межі району «Дачія», або як його ще називають «Бам»). Аеропорт Бєльці-Лядовени здатний функціонувати цілодобово протягом всього року.

## Географія
Міжнародний аеропорт «Бєльці-Лядовени» знаходиться на північному заході колишнього Бельцського повіту, недалеко від села Корлетень (раніше село називалося «Лядовени») в Ришканському районі. Аеропорт має одну злітно-посадкову смугу довжиною 2240 метрів і шириною 42 метри. Другий аеропорт «Бєльці-Місто» є регіональним і знаходиться в самому місті Бєльці, недалеко від центру міста в західній йогочастині, який використовувався раніше для екстрених служб, сільського господарства і регіонального транспорту.
Існуюча злітно-посадкова смуга (ЗПС) аеропорту Бєльці-Лядовени є останньою і наймолодшою ЗПС побудованою в Республіці Молдова. Географічне положення було вибрано згідно з останніми стандартами часу в області аеронавігації та має такий же магнітний курс (північ 15, південь 33) як і багато міжнародних аеропортів в світі.
Можливість експлуатації в будь-яких погодних умовах дозволяє висота злітно-посадкової смуги аеропорту Бєльці-Лядовени, на пагорбі в 231 метр і низині навколо до 100 метрів, що сприяє відсутності умов для появи стабільного туману, приймаючи також до уваги і розу вітрів навколо пагорба на якому знаходиться ЗПС з низинами навколо. Метеорологічні спостереження підтвердили, що в той час як ЗПС розташованих поруч аеропортів та аеродромів (Кишинів, Ясси, Бухарест, Маркулешти, Одеса і Київ) можуть бути закритими для експлуатації коли в них існує низька видимість, ЗПС аеропорту Бєльці-Лядовени залишається експлуатованою з більшою видимістю, як горизонтальною так і вертикальною.

## Назва аеропорту
Бєльці-Лядовени походить від назви колишнього села Лядовени, в яке були об'єднані села Сінгурень і Корлетень. Після здобуття незалежності Молдови в 1991 році, села знову роз'єднали і повернули до колишніх найменувань. Аеропорт Бєльці-Лядовени знаходиться сьогодні на території села Корлетень. Під час другої світової війни, на території села Сінгурень був дислокований ВАП 55 (Винищувальний авіаційний полк) з Кіровограда і ВАП 16 з аеродромами підскоку в Семенівці, Бодурештах і Пирлиці. Також під час Другої світової війни на аеродромі в Сінгурень були дислоковані Kampfgeschwader 27 і Kampfgeschwader 51 з Ландсберг-ам-Лех сформовані з Kampfgeschwader 255.
Ім'я селу Лядовени за радянських часів дали на честь пілота Григорія Лядова, який під час аварії літака відвів падаючий літак від будинків в селах Сінгурень і Корлетень. На місці його загибелі встановлено пам'ятник в Сінгурень.

## Історія аеропорту

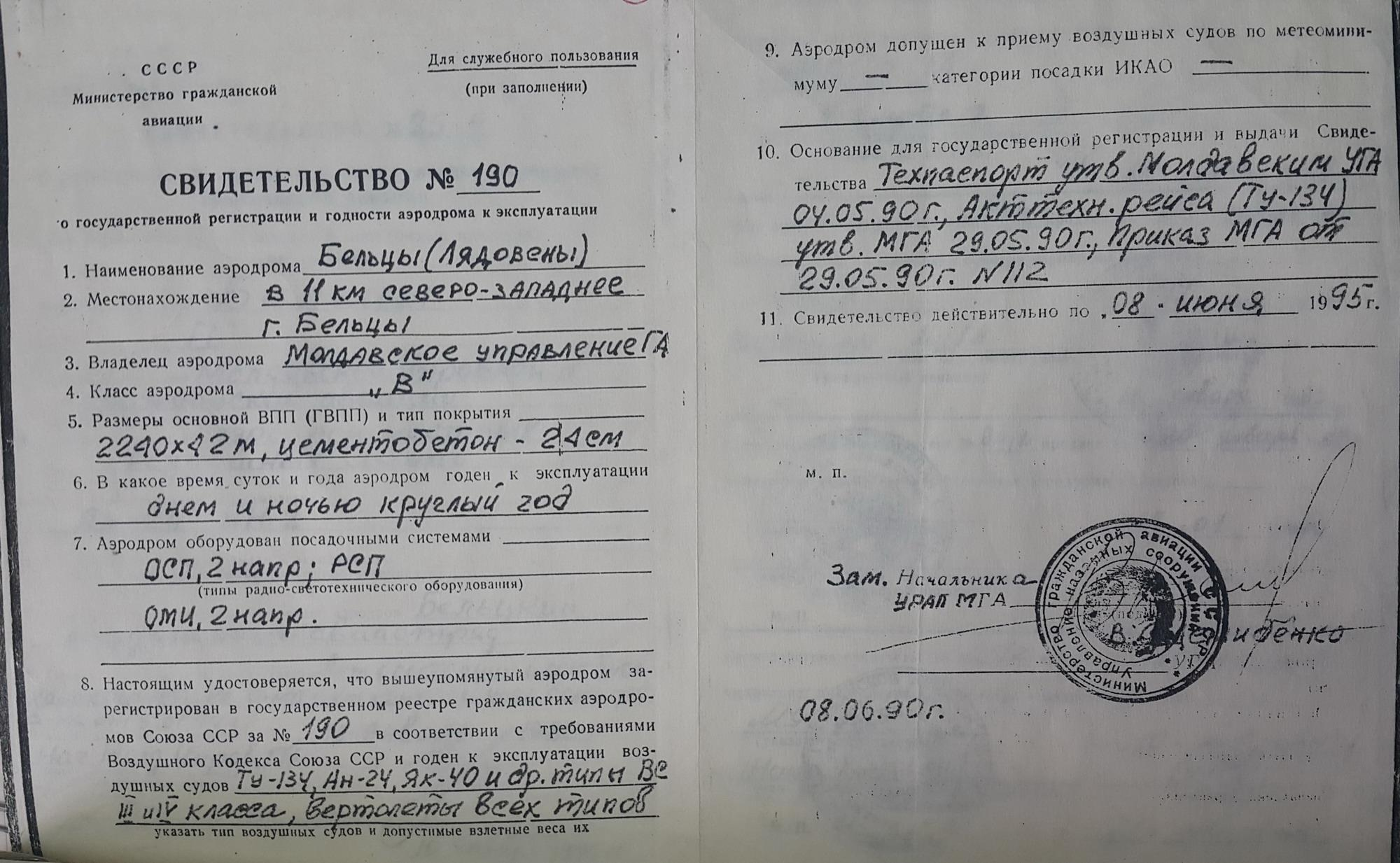
Свідоцтво № 190 про державну реєстрацію та придатность аеродрому до експлуатації

Перші регулярні пасажирські рейси в Бєльцях в складі Румунського королівства почалися 24 червня 1926 року за маршрутом Бухарест — Галац — Кишинів — Бєльці — Хотин — Чернівці. Рейси експлуатувалися компанією Compagnie Franco-Roumaine de Navigation Aérienne — CFRNA, пізніше названої LARES і сьогодні TAROM.
Різні місця розташування п'яти історичних ЗПС в і навколо Бєльц привели до того, що відділи обслуговування аеропорту періодично будувалися в різних частинах Бєльц і його околицях.
Будівництво ЗПС в новому місці недалеко від села Лядовени (як його називали в 1987 році, а потім поділили на Корлетени і Сінгури (Корлетени, відповідні ділянки землі, яку займає аеропортом сьогодні), на околиці Бєльц, в 8 км від її північних районів почалося в 80 -х роках. За розпорядженням маршала СРСР Сергія Ахромєева, будівництво інфраструктури аеропорту (включаючи пасажирські та вантажні термінали, готель, диспетчерський пункт, вежу аеронавігації та контролю, розширення тролейбусної лінії з Бєльц в аеропорт Бєльці-Лядовени було залишено місцевій владі.

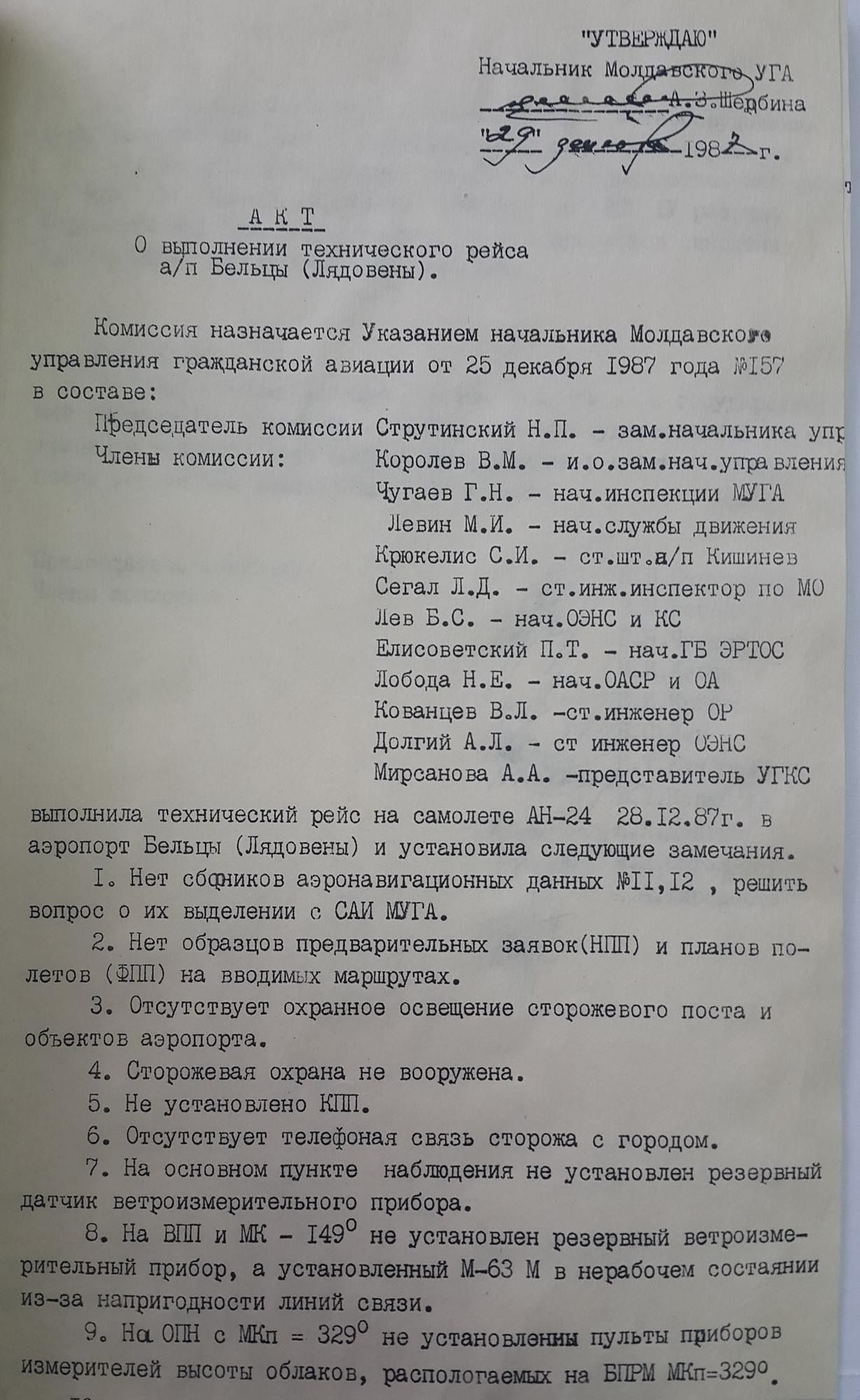
Акт про виконання технічного рейсу в аеропорту Бєльці-Лядовени

Вибір місця злітно-посадкової смуги був зроблений ретельно з урахуванням передових технічних та інженерних засобів, особливостей напряму рози вітрів і відсутності стабільного туману на нинішній злітно-посадковій смузі в міжнародному аеропорту Бєльці. На відміну від інших аеропортів Молдови, таких як Румунія і Україна, міжнародний аеропорт Бєльці може працювати в будь-яких погодних умовах. Міжнародний аеропорт Бєльці знаходиться на висоті 231 метра, з оточуючими пагорбами до 100 метрів.
Перший технічний політ в новому аеропорту Бєльці був здійснений 28 грудня 1987 на літаку Ан-24 представниками комісії з випробувань авіаційного управління Молдови. 31 жовтня 1989 року влада встановила відповідність яскравих авіаційних сигналів, встановлених в аеропорту Бєльці-Лядовени. 22 лютого 1990 р. Державний науково-дослідний інститут цивільної авіації «Аеропроект» підтвердив класифікацію покриття ЗПС і вказав літаки, які можуть експлуатуватися в аеропорту Бєльці-Лядовени без обмежень: Іл-18, Ан-12, Як-42, Ту-134. 8 червня 1990 року аеропорт Бєльці-Лядовени був сертифікований, підтверджуючи, що літаки Ту-134, Ан-24, Як-40 і інші типи III і IV категорій можуть вільно експлуатуватися в аеропорту Бєльці-Лядовени, а також і будь-який вид вертольотів. 31 травня 1994 року «Аеропроект» також підтвердив експлуатаційні можливості в аеропорту Бєльці-Лядовени для літаків Ту-154 (один літак в день) і Іл-76Т (50 літаків на рік вагою 160 тонн/352 739,6 фунтів).

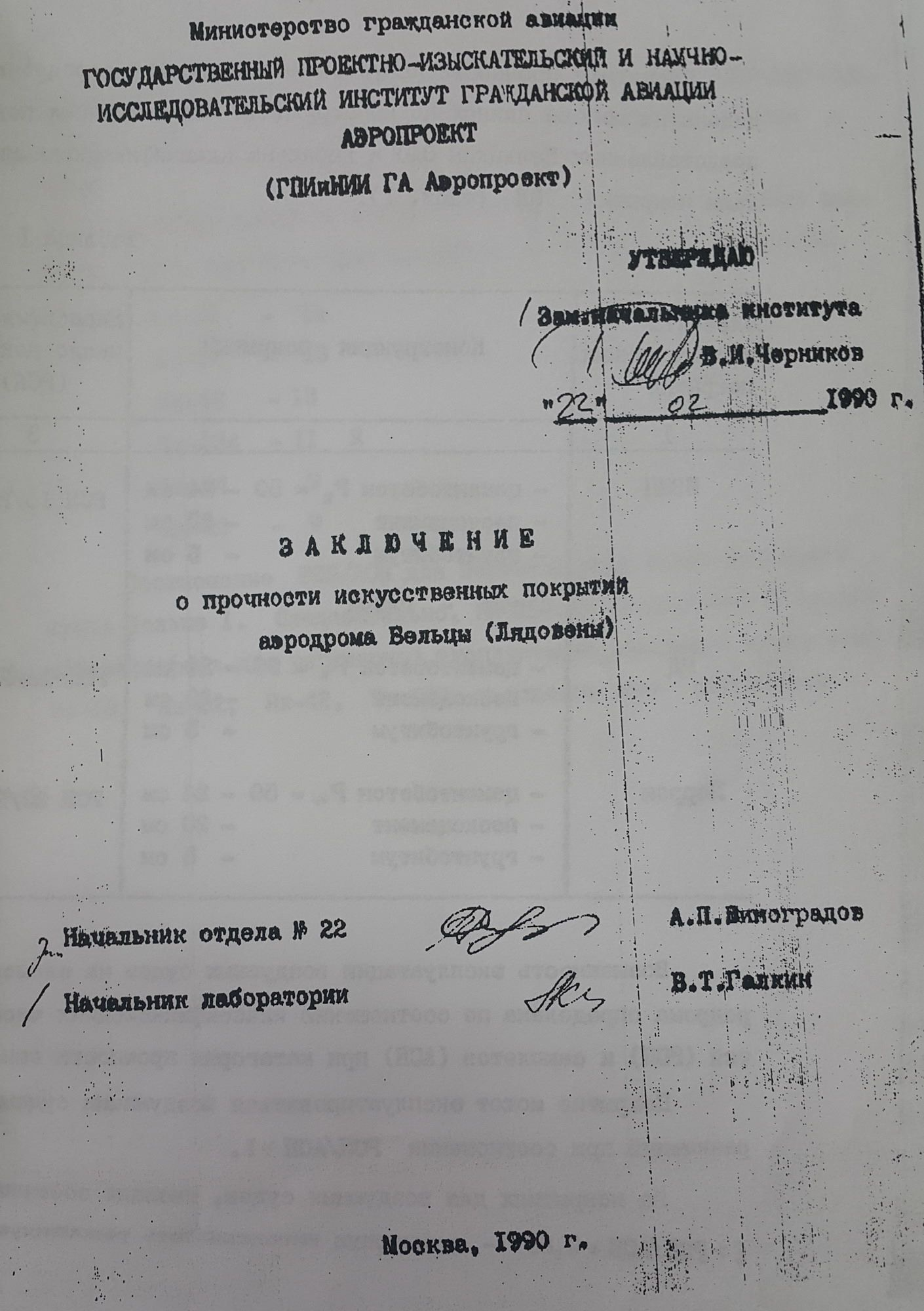
Висновок про міцність штучних покриттів аеропорту Бєльці-Лядовени

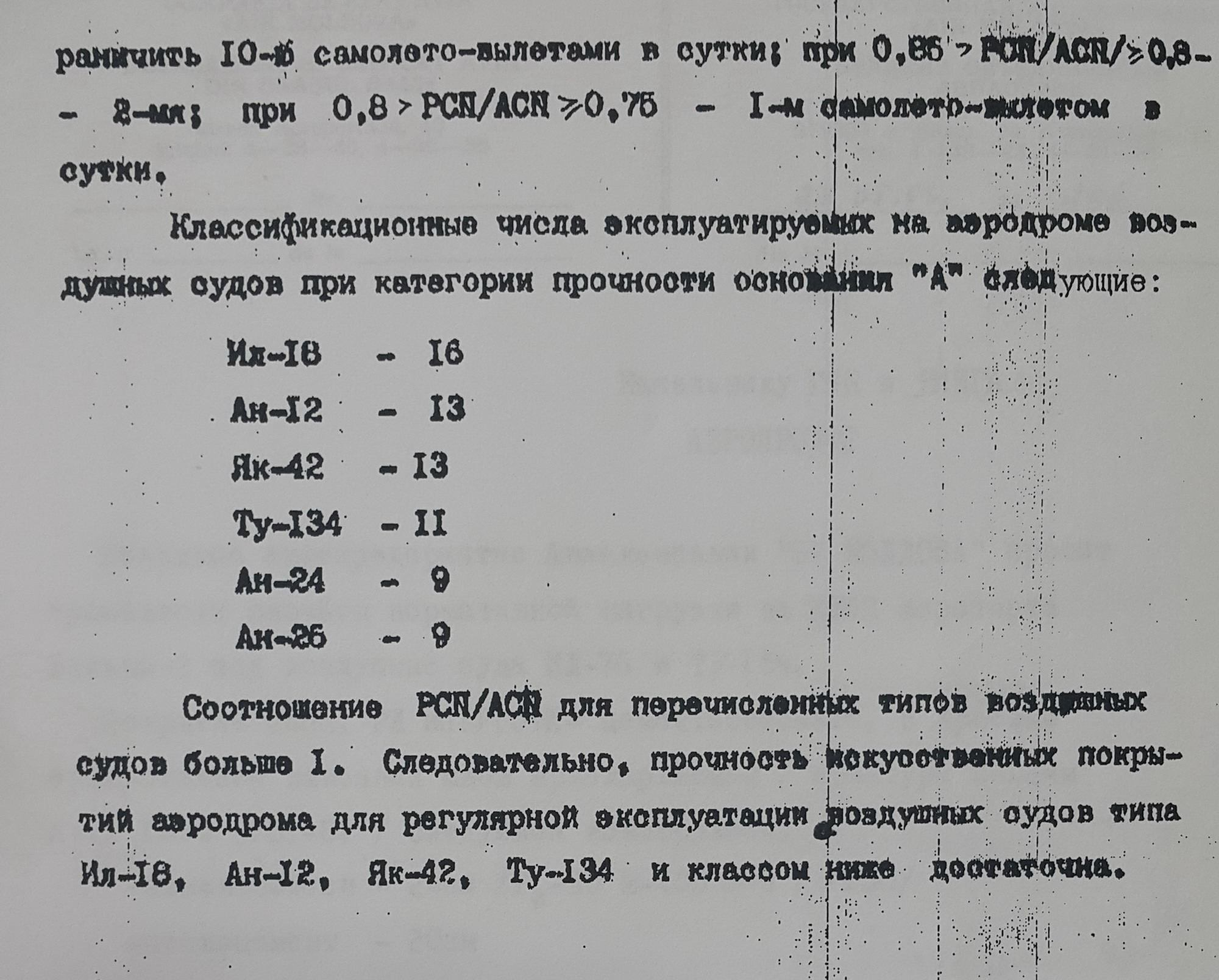
Висновок про міцність штучних покриттів аеропорту Бєльці-Лядовени

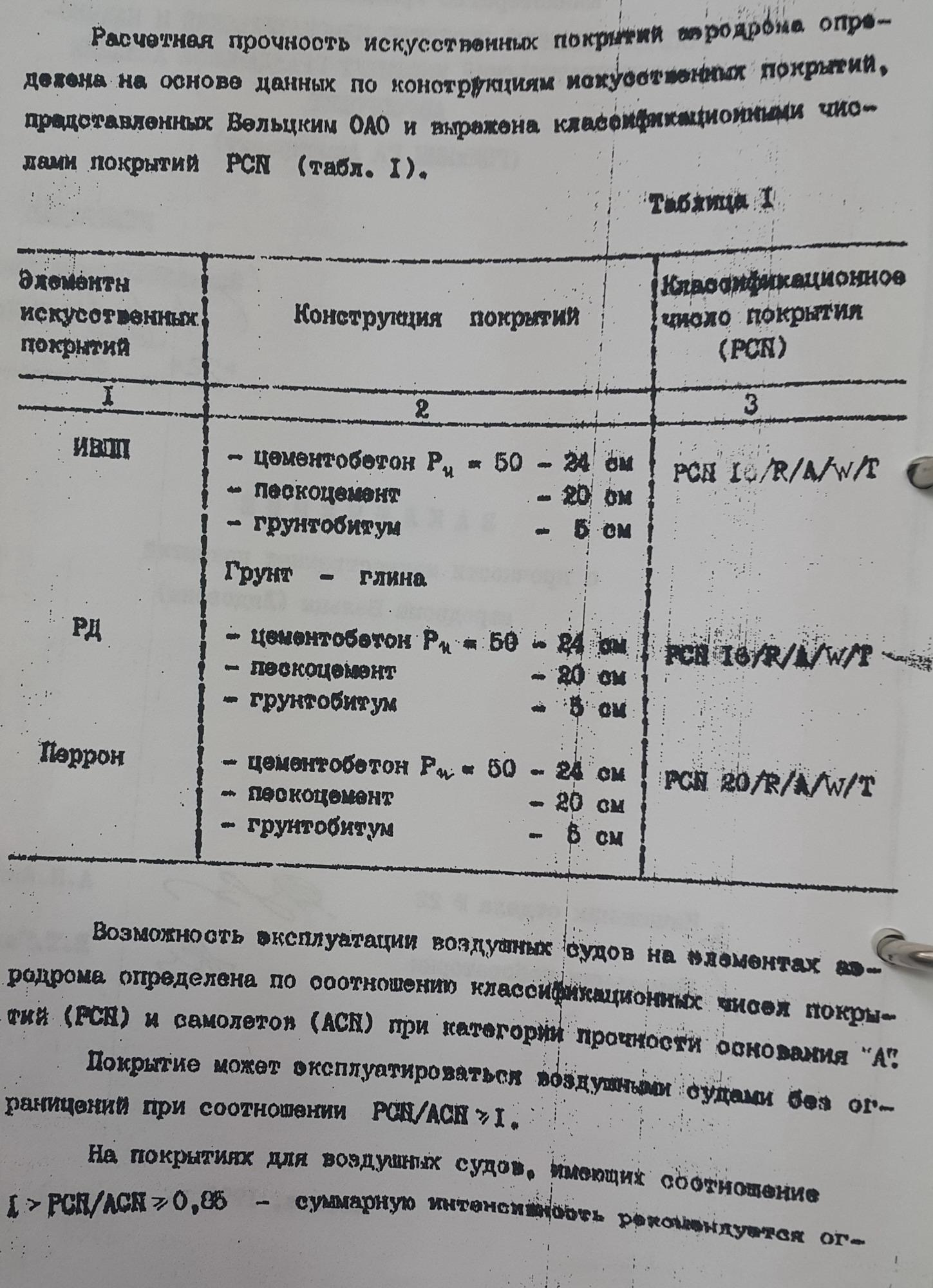
Висновок про міцність штучних покриттів аеропорту Бєльці-Лядовени

Після офіційного відкриття в кінці 1980-х років в аеропорту Бєльці-Лядовени був як власний парк літаків державної молдавської служби Moldaeroservice, так і літаки з Кишинева колишньої молдавської філії радянського Аерофлоту. У той час цей аеропорт став міжнародним аеропортом Бєльці-Леадовени, став найважливішим аеропортом в північній Молдові з приблизно 20 щотижневими міжнародними рейсами/напрямками. Після здобуття Молдовою незалежності в 1991 році аеропорт використовувався Air Moldova, наступником компанії інших радянських літаків Аерофлоту.
Відповідно до попередніх планів планувалося побудувати два термінали, один для пасажирів і один для вантажу, і диспетчерську вежу контролю аеронавігації. До розпаду СРСР аеропорт був зв'язаний прямими рейсами майже з 20 пунктами призначення в колишньому Радянському Союзі, включаючи Москву, Санкт-Петербург, Київ, Сімферополь та Сочі.
Були зроблені деякі спроби реанімувати аеропорт за допомогою «термінових» рекомендацій для Air Moldova по вильоту рейсів з цього аеропорту. З 1992 року були спроби організувати регулярні рейси з Бєльц в Москву, але вони були скасовані через економічні причини, без пояснення цих економічних причин, в звіті Раду Безнюка. Згідно Ziarul de Gardă, «екс-генеральний директор Air Moldova Дорін Тимчук разом зі своїми підлеглими, фінансовим директором Раду Безнюком і начальником фінансового департаменту Олександру Кріганом, були подозрювані в (ст. 195, пункт 2), злочин, навіть більш серйозному, ніж звинувачення Пасата, що передбачає тюремне ув'язнення до 25 років. Ці троє піддаються кримінальному переслідуванню за збільшення ціни авіаквитків на маршрути „Air Moldova“ і на комбінованих маршрутах.».
Аеропорт був побудований в 80-х роках XX століття і на той момент відповідав основним радянським стандартам і активно використовувався авіакомпанією Аерофлот. Існували, але так і не були реалізовані, проекти будівництва сучасного аеровокзалу, готельного комплексу, житлового містечка для працівників цивільної авіації, прокладки тролейбусної лінії від Бєльці до аеропорту.
В аеропорту можуть здійснювати посадку такі літаки як Ан-24, Ан-26, Як-42, Ту-134, а також Ту-154 і Іл-76. В кінці 80-х років аеропорт «Бєльці-Лядовени» був важливим транспортним повітряним вузлом півночі Молдавії, звідси виконувалося близько 20-ти регулярних пасажирських рейсів (Москва, Київ, Сімферополь, Сочі і ін.). Також виконувався ряд регулярних рейсів місцевого значення на літаках Ан-2 для сполучення з районами Молдавії і столицею — Кишиневом.
Після розпаду СРСР аеропорт став використовуватися авіакомпанією Air Moldova.
На даний момент аеропорт є чинним, але інформації про регулярні рейси немає. Аеропорт іноді використовується для нерегулярних чартерних пасажирських і вантажних рейсів. Також територія аеропорту часто використовується для проведення автомобільних гонок, музичних концертів та фестивалів.
На базі аеропорту «Бєльці-Лядовени» створена і функціонує ремонтна база для літаків типу Ан-2 і вертольотів Мі-2.

## Оператор

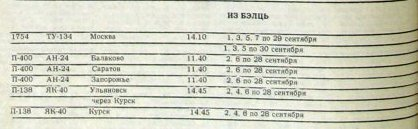
Вирізка розкладу деяких рейсів з Бєльц на осінь 1991 року: 16, вересня — 31 грудня

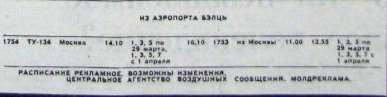
Вирізка розкладу рейсів з Бєльц в Москву на весну 1991 року 1 січня — 31 травень

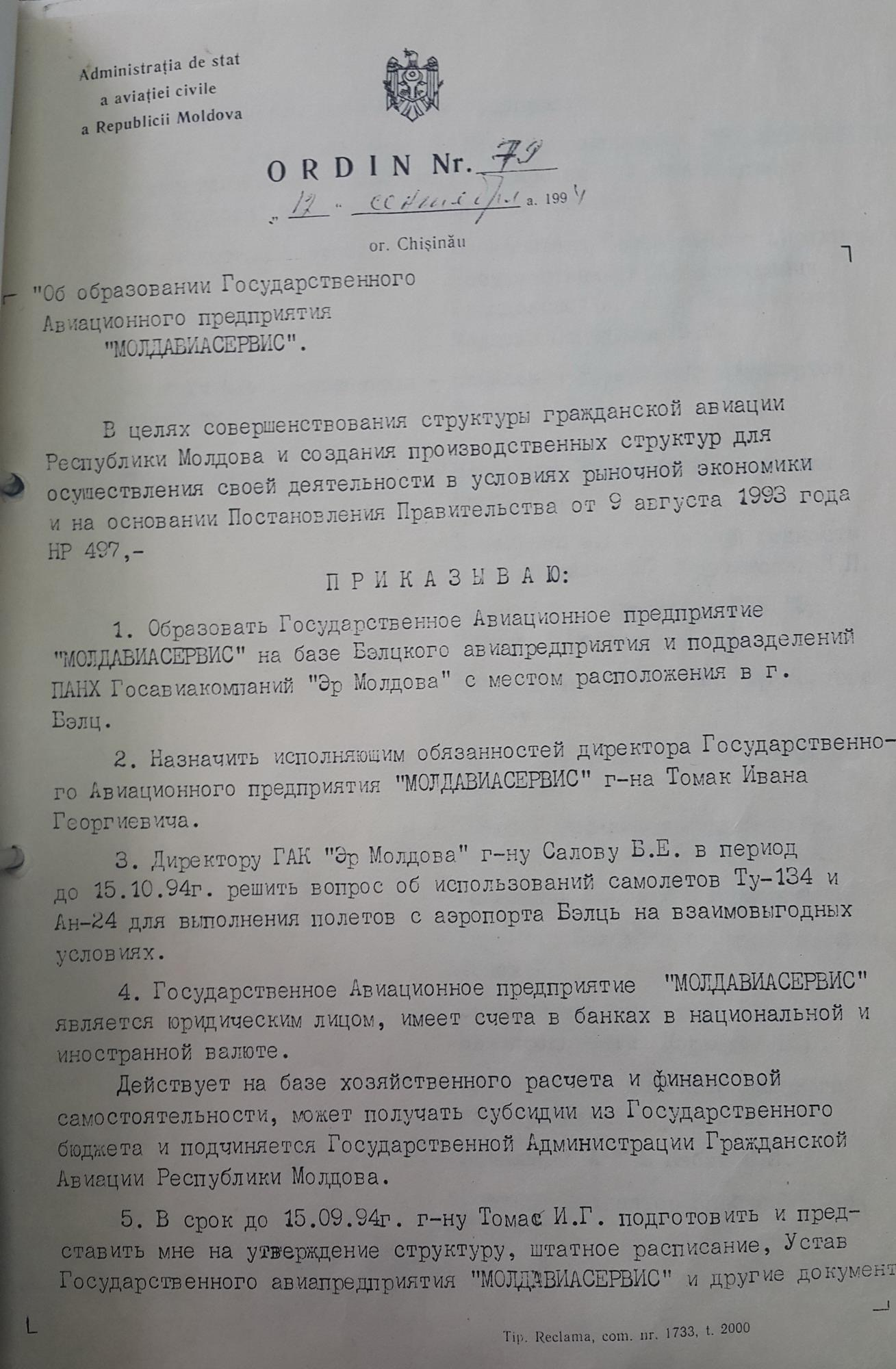
Ордер № 79 Державної адміністрації Республіки Молдова з цивільної авіації

Державне підприємство «Moldaeroservice», було створено в 1966 як «Управління Бєльцького авіазагону» і перейменовано в 1996 в «Moldaeroservice». Після розвалу СРСР службою контролю і спостереження повітряного простору стало окреме державне підприємство «MoldATSA». Таким чином підприємство стає автономним державнимпідприємством «Moldaeroservice» з власним бюджетом. Підприємство адмініструє: міжнародний аеропорт Бєльці-Лядовени (145 га), аеропорт Бєльці-Місто (136 га), професійний персонал, конструкції і будівлі необхідні для технологічного і продуктивного процесів, літаки типу Ан-2 та Мі-2.
Згідно Авторизації Повітряного Оператора № Md 001, виданої Адміністрацією Цивільної Авіації Республіки Молдова, підприємство виконує наступні операції: польоти повітряної швидкої допомоги (Ambulance flights), спостережні польоти (Observation flights), пошукові — рятувальні польоти (Search and rescue operations), рекламні польоти і польоти на замовлення, польоти на користь аграрно-сільського сектора.
Розвиток цивільної авіації в північному регіоні Молдови триває після 1944 року, коли на колишньому військовому аеродромі в Бєльцях приземлилися двох-місні літаки моделей ПО-2 і пізніше літаки ЯК-12 з Кишинева. Згадані літаки перевозили пошту в напрямках: Бєльці, Кухнешть, Окниця, Глодень і в разі необхідності брали 1-2 пасажира на борт до Кишинева. Таким чином, 15 травня 1947 на базі цього аеродрому був відкритий пункт авіаційного обслуговування польотів з Бєльц. У тому ж році було позиціонована ланка з 3 літаків Як-12 з Кишинева в Бєльці, яка перевозила пошту і товари, які через рік знадобилися для транспортування пасажирів, медичного персоналу в населених пунктах, транспортування серйозно хворих пацієнтів в лікарні столиці і для використання в сільському господарстві. В той після-воєнний період, цивільна авіація була гостро важлива і необхідна.
Перший командир авіазагону Бєльц був Воронцов А. Н. У 1954 було дано в експлуатацію будівлю аеровокзалу Бєльці з аеропортовими службами і на аеродромі почалися приземлення літаків перероблених з військових до цивільних моделей Лі-2, з якими здійснювалися перевезення до Львова, Івано-Франківська, Чернівців.
З 1961 року аеропорт Бєльці-Місто почало приземлення літаків Іл-14 та транспортування пасажирів на більш далекі рейси і дистанції в більш віддалені міста колишнього СРСР. Так була сформована перша Бєльцська авіаційна ескадрилья.
Але найважливішим роком для Бєльцської авіації та підприємства став 1966 рік, коли згідно з наказом Міністерства цивільної авіації СРСР, на базі авіаескадрильї складається з літаків Як-12 і Ан-2, був створений авіазагін номер 281, який спільно зі службами аеропорту сформував Відділ Бєльцського авіазагону. Командиром авіазагону № 281 був призначений Микола Завадський, директор аеропорту — Петро Овчінніков, шефом технічного обслуговування — Віктор Шерстюк і відповідальний авіазагону № 281 — Віталій Безнадійних.
Серед командирів льотного загону були: Лічіман Олексій, Ільяков Євгеній, Баюков Анатолій, Олексіїв Олексій, Бірма Василій, Томак Іван, Рисковий Володимир, нині Ценін Валерій. Серед керівників бази технічної служби НС були: Ротарі Грігоре, Борис Кабак, нині — Герца Віктор. Службу льотної придатності очолив Ковальчук Дмитро, а пасажирські послуги виконували Марія Рибакова, Олександр Оєгов, Соловйов Леонід. Аеропорт і наземну службу очолювали Лобанов Петру, Бірюков Рашид, Губарев Дмитро, нині — Барабас Василь.
Протягом усього шляху розвитку, підприємство пройшло через різні етапи реструктурування і розвитку. Найзначніший етап був в 1989 році -здача в експлуатацію бетонної ЗПС у новому побудованому аеропорту Бєльці-Лядовени, завдяки якому пасажири сірчаного регіону Молдови отримали можливість повітряного сполучення в 14 міст колишнього СРСР на літаках моделей Ан-24, Ту-134, Л-410 — до 1993 року.

## Інфраструктура

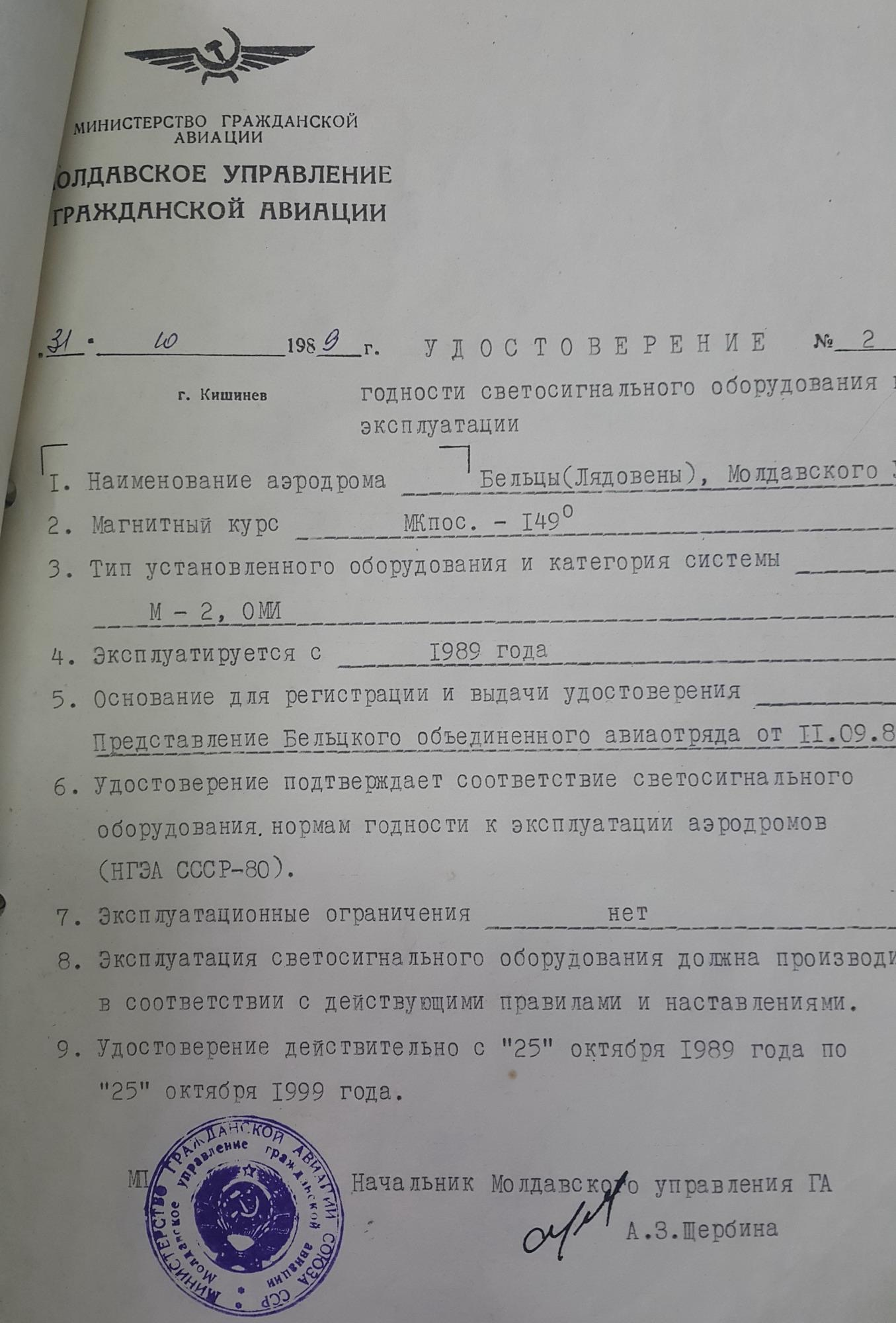
Сертифікат відповідності освітлювальної та сигнальної техніки в аеропорту Бєльці-Лядовени

Згідно зі звітом про план дій від 1 березня 2013 року, встановленим в рамках інспекції, проведеної Управлінням цивільної авіації Молдови, в аеропорту Бєльці-Лядовени були перевірені наступні послуги: сервіс обслуговування пасажирів і багажу — загальні послуги, квиткова каса і аеропорти, пасажирські перевезення, багажний сервіс.

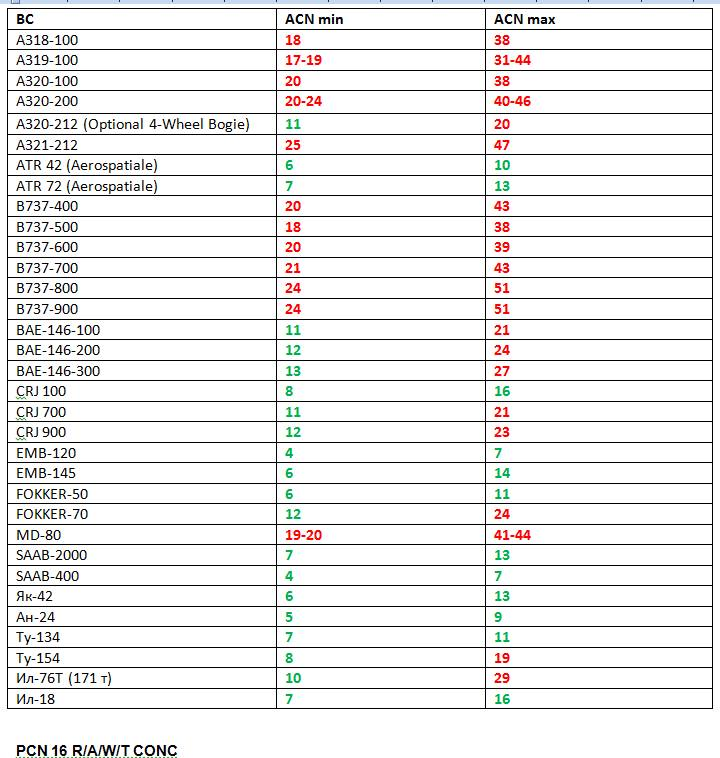
Табель кореспонденції Класифікаційного числа покриття (КЧП) щодо злітно-посадкової смуги в аеропорту Бєльці-Лядовени

Згідно з коротким повідомленням, опублікованим на вебсайті Міністерства транспорту та дорожньої інфраструктури Молдови, аеропорт Бєльці-Лядовени розташований на території району Ришкани площею 144,5567 га і включає в себе аеродром, пасажирський термінал, обробку багажу, будівлі та споруди, що забезпечують технологічний процес (металевий ангар, дизельний генератор для автономного резерву, площа перед пасажирським терміналом, паркувальні місця для спеціальних транспортних засобів та інші), а також поверхню, яка може бути використана для розвитку інфраструктури в аеропорту Бєльці-Лядовени.
Згідно з постановою №. 32 Рахункової палати Молдови від 25 травня 2007 року, міжнародний аеропорт Бєльці був підтверджений як такий, що відповідає вимогам ІКАО, хоча управління ним здійснювалось неякісно через неефективний бухгалтерський облік компанією Moldaeroservice.
30 серпня 2007 року відповідно до Рішення № 987, уряд Республіки Молдова ухвалив рішення визначити і реалізувати заходи щодо економічної ефективності міжнародного аеропорту Бєльці (і аеропорту Кахул) в Республіці Молдова до 2012 року, щоб стимулювати приватні інвестиції в ці аеропорти.
29 жовтня 2010 р. Уряд Республіки Молдова прийняв Постанову № 983, згідно з якою Бельцська економічна зона зобов'язана побудувати нерухомість на території міжнародного аеропорту Бєльці в обмін на нерухомість, передану Бельцській вільній економічній зоні і саме в обмін на землю колишнього аеропорту Бєльці-Місто. До сьогоднішнього дня Бельцська економічна вільна зона не почала будівельні роботи на території міжнародного аеропорту Бєльці-Лядовени, хоча на земельних ділянках, отриманих від аеропорту Бєльці-Місто Бельцською економічною вільною зоною вже побудовані об'єкти нерухомості для комерційних цілей. Міжнародний аеропорт Бєльці знаходиться у веденні «Молдаеросервіс» і має площу 144 га.

## Сьогодні
Не дивлячись на призупинення в вересні 2015 експлуатаційного сертифіку виданого міжнародному аеропорту Бєльці-Лядовени Адміністрацією Цивільної Авіації Республіки Молдова на прохання директора Адміністрації цивільної авіації Республіки Молдова, в кінці 2016 року німецько-швейцарська компанія Militzer & Münch оголосила намір інвестувати в модернізацію аеропорту, а також в подовження ЗПС, приблизно 50 мільйонів євро.
В грудні 2015 з'явилася онлайн петиція про відновлення регулярних пасажирських рейсів з міжнародного аеропорту Бєльці-Лядовени.
З 2016, Polo Invest оголосила намір інвестувати в модернізацію міжнародного аеропорту Бєльці-Лядовени, включаючи подовження ЗПС, приблизно 40 мільйонів євро.

## Проекти модернізації Міжнародного Аеропорту Бєльці-Лядовени (2017)

### Проект Дениса Каунова (2017)

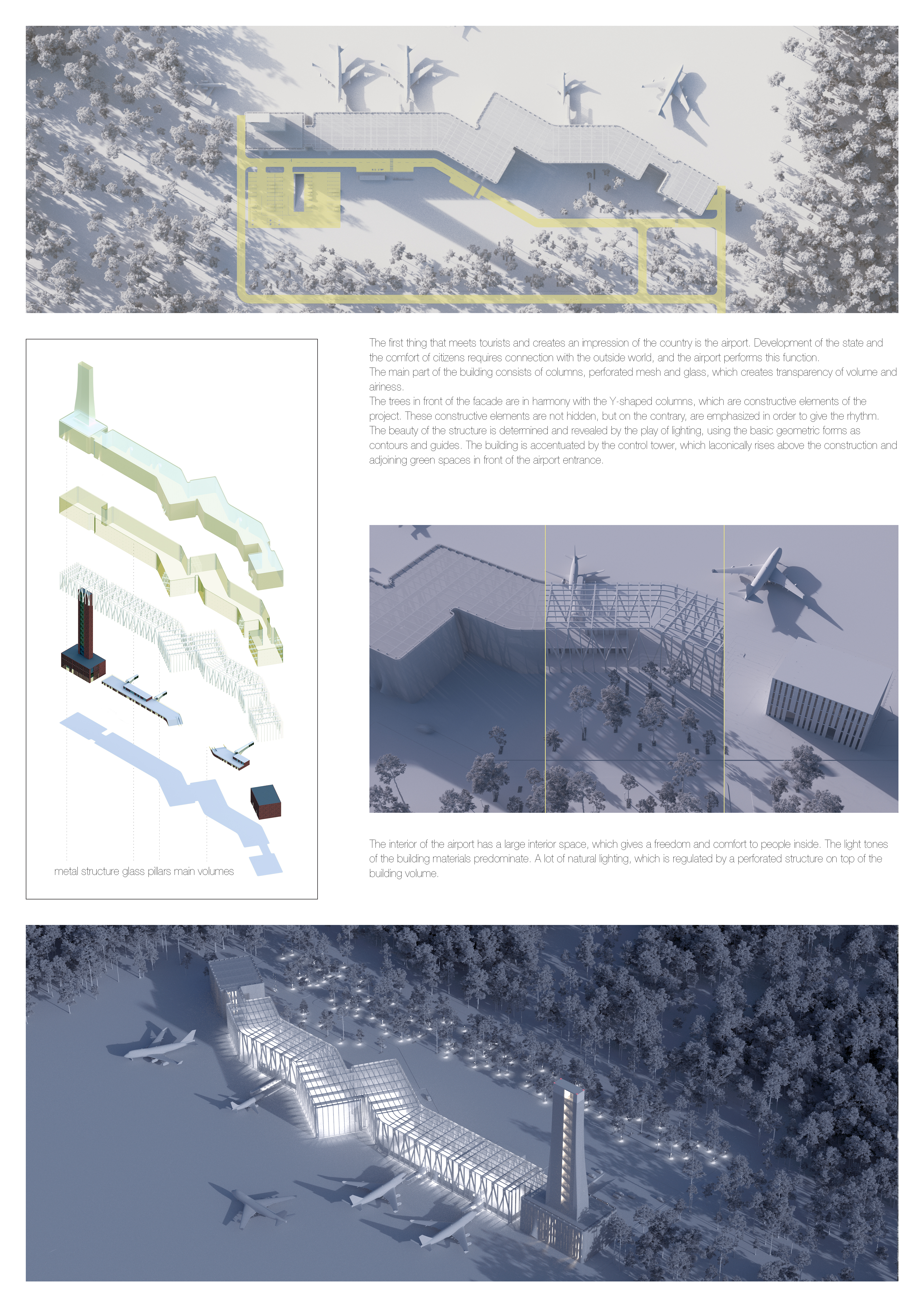
Проект реконструкції та модернізації Міжнародного Аеропорту Бєльці-Лядовени Дениса Каунова, який отримав Золоту медаль Європейського архітектурного конкурсу

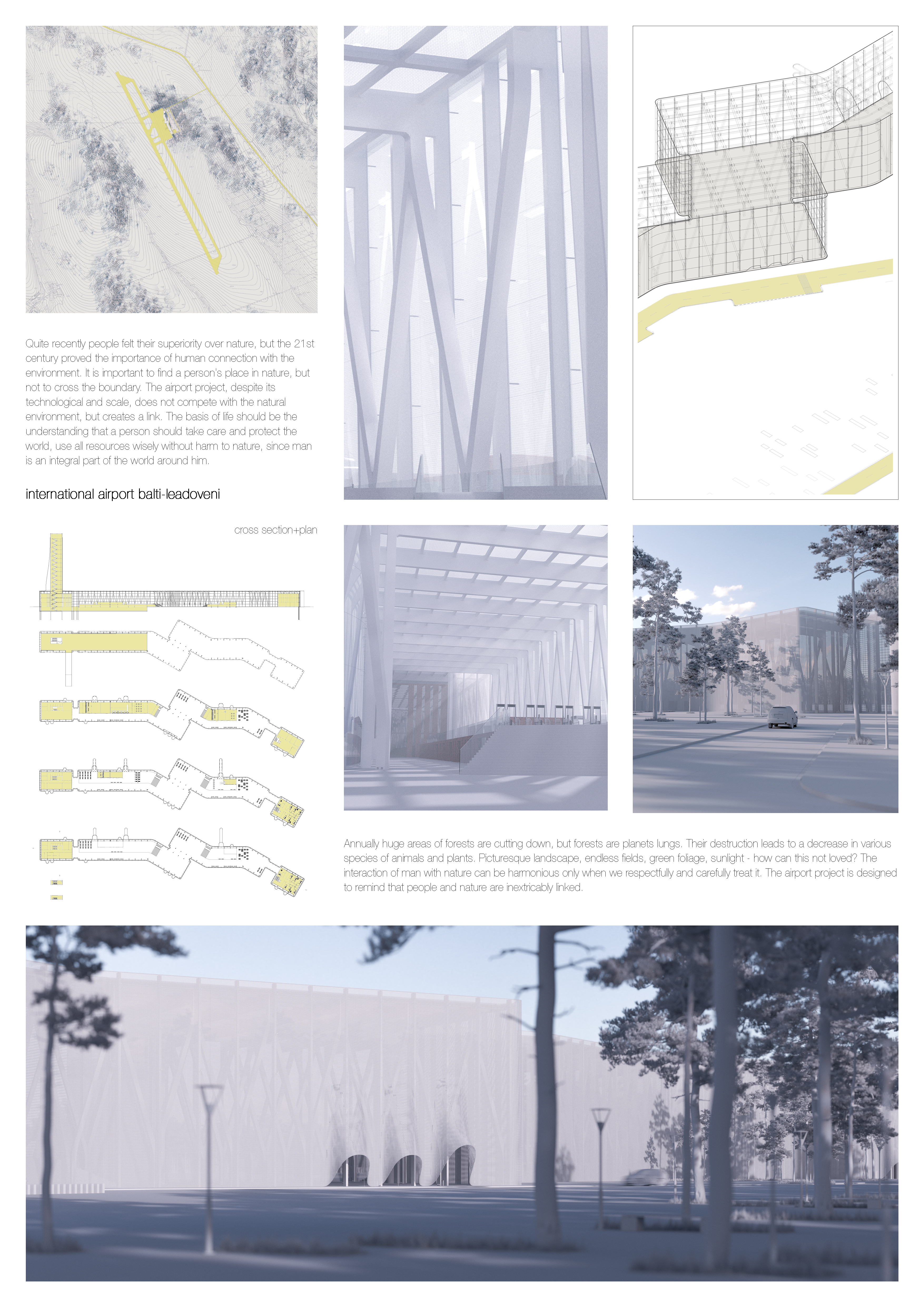
Проект реконструкції та модернізації Міжнародного Аеропорту Бєльці-Лядовени Дениса Каунова, який отримав Золоту медаль Європейського архітектурного конкурсу

Згідно проекта Дениса Каунова «першим, що зустрічають туристи і що створює враження про країну, є аеропорт. Розвиток держави і комфорт громадян вимагають зв'язку з зовнішнім світом і аеропорт виконує цю функцію. Основна частина будівлі терміналу складається з колон, перфорованої сітки і скла, що створює прозорість обсягів і легкість. Дерева перед фасадом в гармонії з колонами у формі Y, які є несучими елементами конструкції проекту. Ці елементи конструкції не заховані, а навпаки акцентовані, для подачі ритму. Краса структури визначена і відкрита завдяки грі світла використовуючи базові геометричні форми як контури і гіди. Будівля акцентована вежею аеронавігаційного контролю, яка лаконічно височить над будівлею терміналу з'єднуючись з зеленими просторами навпроти входу в аеропорт. Усередині аеропорту знаходиться великий внутрішній простір, символ комфорту і свободи людей, що перебувають всередині. Домінують світлі тони матеріалів будівлі терміналу. Велика кількість світла регулюється через перфоровану структуру даху будівлі.».

### Проект Polo Invest (2016)
План модернізації аеропорту Бєльці-Лядовени передбачалося реалізувати в два етапи. На першому мав бути побудований новий термінал площею 2500 м² з пропускною здатністю 500 000 пасажирів на рік. Вартість робіт оцінювалася в 4,5 млн євро.
На другому етапі повинні були побудувати великий пасажирський термінал — площею 25 000 м² з пропускною здатністю 1,5 млн пасажирів на рік. Також планувалося спорудження нової ЗПС довжиною 2800 метрів (діюча смуга має довжину 2240 метрів) і чотиризірковий готель. Загальна вартість другого етапу оцінювалася в 35 млн євро.

### Проект Militzer & Münch (2015)
План передбачав концесію Бєльцського аеропорту на 49 років і інвестиції в його модернізацію на першому етапі 30 млн євро. на будівництво нового терміналу для пасажирів, складів для вантажів, що перевозяться, модернізацію і продовження злітно-посадкової смуги Бєльцеського аеропорту, що дозволить приймати тут літаки Embraer, Airbas і Boieng. Інвестиції для реалізації другого етапу проекту модернізації Бельцеського аеропорту могли скласти 10-15 млн євро. Планувалося, що після модернізації, аеропорт в Бєльцях стане ще одним важливим транзитним пунктом для перевезення вантажів між країнами Сходу і Заходу, а також регіональним, транзитним пунктом для перевезення пасажирів і вантажів, причому акцент буде робитися саме на вантажоперевезеннях, з огляду на вигідне географічне розташування Бєльцського аеропорту і наявність великого обсягу замовлень у холдингу з перевезень вантажів. Бельцський аеропорт повинен буде стати резервним аеропортом для Кишинівського аеропорту, а також аеропортів України і Румунії. Вкладення в будівництво і модернізацію Бельцського аеропорту планувалося окупити не раніше, ніж через сім років. Проект з модернізації Бєльцського аеропорту дозволить створити 200 робочих місць, збільшити відрахування до бюджету, поліпшити імідж Молдови, завдяки створенню розвиненої інфраструктури та логістики, ВЗС відповідає сучасним вимогам безпеки. Площа аеропорту Бєльці становить 148 га. Його модернізація могла початися вже в середині 2016 року і завершитися протягом 2-3-х років.

### Проект Думітру Негрій (2012)
Згідно Думіітру Негрій, форма крил проекту будівлі пасажирського терміналу символізує політ.

### Проект Moldaeroservice (2000)
Згідно рішення колишнього директора державного підприємства Бєльцський Аеропорт, Віталія Повонського, капітальна реконструкція відбулася в 2000 році.

## Особистості, пов'язані з історією Бельцської авіації
- Олександр Покришкін[34]
- Рудольф Шмідт[35]
- Григорій Лядов[6]
- Рейнхард Гейдріх[36]
- Григора Баштан
- Надя Руссо[37]
- Роберт Фрімціс[38]

## Перспективи аеропорту
Згідно деякої інформації в 2009 році у зв'язку з наявним попитом серед жителів півночі Молдавії та прилеглих регіонів України та Румунії авіакомпанією Air Moldova мало бути встановлено регулярне повітряне сполучення між Бєльцами і Москвою, а також Франкфуртом-на-Майні. Цей проект, за станом на грудень 2011 року, не був здійснений.
За словами адміністрації аеропорту «Бєльці-Лядовени» географічні і погодні умови в цьому регіоні сприяють експлуатації даного аеропорту 24 години на добу круглий рік (навіть в складних метеоумовах).
Бєльці географічно знаходяться на важливому транспортному напрямку і є важливою транспортною розв'язкою Південно-Східної Європи. При деякій модернізації злітно-посадкової смуги існує можливість приймати літаки типу Boeing і Airbus. У зв'язку з цим існує думка, що аеропорт «Бєльці-Лядовени» в перспективі міг би стати одним з хабів для європейських малобюджетних авіакомпаній таких як EasyJet, Ryanair, Wizz Air, а також для міжнародних транспортних компаній.
В середині грудня 2011 року представники малобюджетної європейської авіакомпанії Wizz Air зробили візит до Молдови, маючи намір відкрити свої рейси з Республіки Молдова в Європу. Так як плата за використання аеропорту Кишинева виявилася для компанії високою (аеропорт Кишинева змушений віддавати кредит, взятий на реконструкцію аеропорту у Європейського банку Реконструкції та Розвитку та Європейського інвестиційного банку, тому в Кишиневі високі аеропортові збори), розглядається можливість використання саме аеропорту «Бєльці-Лядовени». Рейси, ймовірно, будуть здійснювати літаки «А-320».